# Identitet
Identitet – singel albańskich wokalistów Adriana Lulgjuraja i Bledara Sejki, napisany przez Sejkę oraz jego żonę – Edę, nagrany w 2012 roku.
W grudniu 2012 roku utwór został zakwalifikowany do półfinału 51. Festivali i Këngës, z którego awansował do finału, w którym ostatecznie zdobył największą liczbę 74 punktów, dzięki czemu reprezentował Albanię podczas 58. Konkursu Piosenki Eurowizji w 2013 roku. Lulgjuraj i Sejko zaśpiewali go jako czternaści w kolejności podczas drugiego półfinału imprezy, który odbył się 16 maja, i zdobyli łącznie 31 punktów, zajmując 15. miejsce w końcowej klasyfikacji, nie zapewniające awansu do finału.